# Briefkastenonkel
Briefkastenonkel (bzw. Briefkastentante) heißt in der Umgangssprache eine Person, die in der Kolumne einer Zeitschrift oder im Hörfunk Leser- bzw. Höreranfragen zu menschlichen Problemen beantwortet (Ratgeberjournalist). Der Briefkastenonkel ist selten eine reale Person, sondern meist ein Pseudonym, hinter dem mehrere Redakteure für die Rubrik arbeiten, und trägt häufig einen akademischen Grad. Die behandelten Themen sind zwischenmenschliche Beziehungen im Allgemeinen und Sexualität im Besonderen, Erziehung, Krankheiten und andere Lebenskrisen bis zu Fragen rund um Haushaltsführung, Garten und Automobil.
Mit dem Internet hat die Funktion der Auskunftserteilung nach Leseranfrage an Bedeutung verloren und ist als früher feste Kolumne eines Großteils der Zeitungen und Zeitschriften weitgehend verschwunden. Im Internet werden immer noch viele Fragen gestellt und oft beantwortet, sei die in Internetforen, FAQ oder anders bezeichneten Rubriken.
Die Bezeichnung Briefkastenonkel wurde in der Literatur Ende 19. Jahrhundert erstmals verwendet und erlebte in den 1930er-Jahren einen extremen Höhenflug. Im 21. Jahrhundert ist die Bezeichnung Briefkastentante häufiger als Briefkastenonkel geworden.

## Deutschland
Einer der bekanntesten Briefkastenonkel Deutschlands war Dr. Sommer, ein angeblicher Psychologe, hinter dem sich ein Redaktionsteam der Jugendzeitschrift Bravo verbarg. Die Anfragen werden – sofern nicht frei erfunden – unter dem Gesichtspunkt ausgewählt, inwieweit sie die Zielgruppe interessieren könnten. Es wird oft unterstellt, dass die veröffentlichten Fragen und Ratschläge eher der Unterhaltung und der Bindung der Leserschaft als der Unterstützung der Hilfesuchenden dienen; umgekehrt werden bisweilen auch Fragen lanciert, um ein bestimmtes Thema überhaupt publiziert zu sehen.

## Schweiz
In der Schweiz gab ein Briefkastenonkel beim Schweizer Radio ab Oktober 1945 Antworten auf zahlreiche Fragen. Im Jahre 1948 erhielt er durchschnittlich 2500 Briefe im Monat, darunter viele aus dem Ausland. Anlässlich der tausendsten Sendung im Jahr 1971 wurden 80 Fragen pro Woche vermeldet. In einem Presseartikel von 1969 wurde die Sendung des Briefkastenonkels als beliebteste Sendung von Radio Beromünster bezeichnet. Doch 1975 wurde die Sendung aus dem Programm genommen, weil offenbar die Hörerzahlen nicht mehr überzeugten. Namentlich bekannt sind Walter Bernays, Briefkastenonkel 1945 bis 1950, Heinrich Guhl-Fahrner und für die 1950er bis 1970er Jahre Hans Forster. Bernays und Forster arbeiteten auch für auflagenstarke Zeitungen.
Verschiedene Stellen beantworten Fragen aus dem Publikum unter modernen Bezeichnungen als einem Briefkasten. So z. B. der SwissInfoDesk der Schweizerischen Nationalbibliothek oder das Frageportal Interroge der Genfer Stadtbibliotheken, welche nicht auf bibliothekarische Themen eingeschränkt sind.